# Mørdrup Sogn
Mørdrup Sogn er et sogn i Helsingør Domprovsti (Helsingør Stift).
Mørdrup Kirke opført i to etaper (1976 og 1984). 1. juli 1977 blev Mørdrup Sogn udskilt fra Egebæksvang Sogn, som i 1928 var udskilt fra Tikøb Sogn, der hørte til Lynge-Kronborg Herred i Frederiksborg Amt. Tikøb sognekommune, der også omfattede Egebæksvang Sogn, var ved kommunalreformen i 1970 indlemmet i Helsingør Kommune.
I sognet findes følgende autoriserede stednavne:
- Espergærde (bebyggelse)
- Flynderupgård (areal, landbrugsejendom, ejerlav)
- Kelleris Hegn (areal, ejerlav)
- Mørdrup (bebyggelse, ejerlav)
- Nyrup (bebyggelse, ejerlav)
- Tibberup (bebyggelse, ejerlav)